# Banū Sulaim

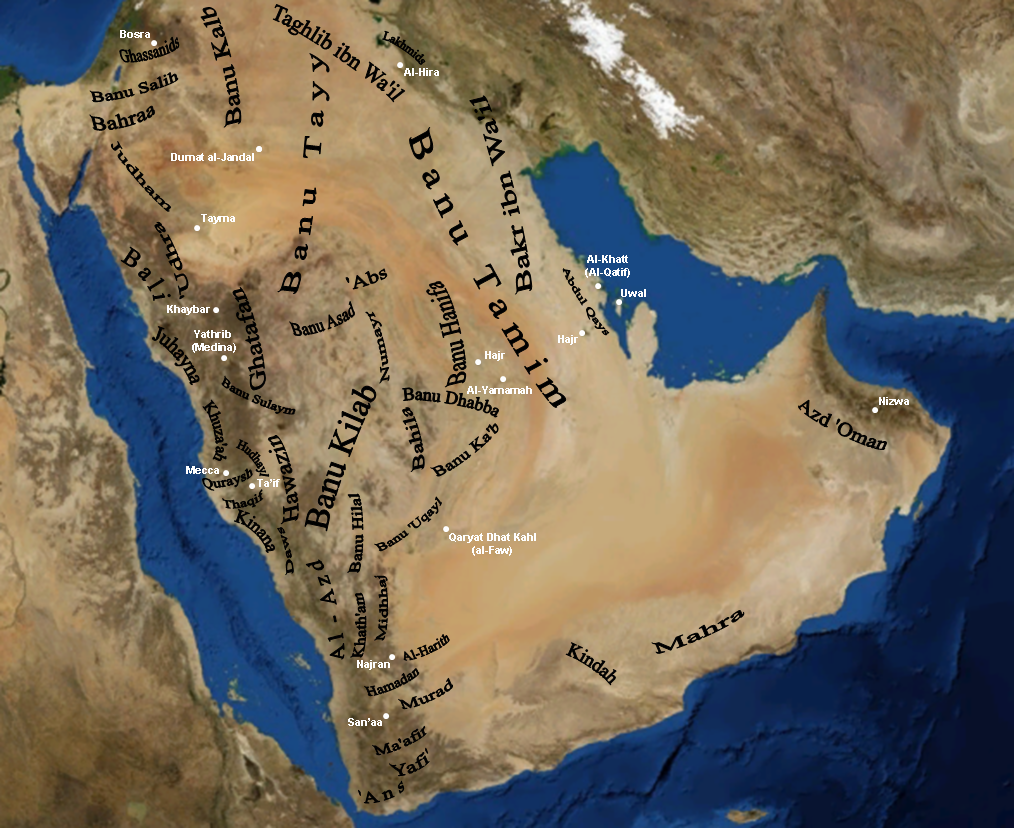
Tribale Gruppen auf der arabischen Halbinsel zur Zeit Mohammeds. Die Banū Sulaim lebten südlich von Medina.

Die Banū Sulaim (arabisch بنو سليم) waren ein altarabischer Stamm des Hedschas, der  eine wichtige Rolle in der Auseinandersetzung zwischen Mohammed und den Quraisch spielte und auch in den ersten islamischen Jahrhunderten noch eine gewisse Bedeutung hatte. Die zugehörige Nisba lautet Sulamī.
Die Banū Sulaim werden zu den nordarabischen Stämmen gezählt und in der arabischen Genealogie über die Abstammungslinie Sulaim ibn Mansūr ibn ʿIkrima ibn  Qais ʿAilān ibn Mudar ibn Nizār ibn ʿAdnān ibn Maʿadd auf Ismael, den Sohn von Abraham, zurückgeführt.

## Situation in vorislamischer Zeit
Das Hauptwohngebiet der Banū Sulaim war ein hochgelegenes Basaltfeld (ḥarra) südlich von Medina, das Harrat Banī Sulaim genannt wurde und an dessen östlichen und westlichen Abhängen sich geschützte Weidegründe, Himā genannt, befanden. Da fast alle Verbindungswege im Hidschas durch die Gebiete der Banū Sulaim führten, hatte der Stamm eine große strategische Bedeutung. Innerhalb des Stammes gab es drei Abteilungen, die Imruʾ al-Qais, die an den östlichen Abhängen der Harra lebten, die Hārith an den westlichen Abhängen der Harra und die Thaʿlaba, deren Wohngebiet nicht ermittelbar ist. Ein bekannter Dichter und Kämpfer der Banū Sulaim war al-ʿAbbās ibn Mirdās, der den Hārith angehörte. Seine Dichtung stellt auch eine wichtige Quelle für die Verhältnisse bei den Banū Sulaim dar.
Viele von den Banū Sulaim waren in vorislamischer Zeit im Ackerbau tätig, auf dem Gebiet der Imruʾ al-Qais befand sich außerdem eine Goldmine. Bei dieser Goldmine lebte eine Stammesgruppe von den Balī, die eigentlich zur Föderation der Qudāʿa gehörte, sich aber den Banū Sulaim verbunden fühlte. Die Banū Sulaim verehrten verschiedene altarabische Gottheiten, unter anderem das Steinidol al-Chamīs. Ein Angehöriger der Hārith stellte den letzten Wächter des Heiligtums von al-ʿUzzā.

## Übergang zum Islam
Anfang des 7. Jahrhunderts unterhielten die Banū Sulaim gute Beziehungen sowohl nach Mekka als auch nach Yathrib. Mit Mekka verbündet waren insbesondere die Banū Dhakwān, die zur Abteilung der Thaʿlaba gehörten und in einige der wichtigsten Familien der Quraisch eingeheiratet hatten. ʿAmr ibn ʿAbasa, ein Mann von den Mālik ibn Thaʿlaba, gehörte angeblich zu den frühesten Anhängern Mohammeds.
Mit dem Stamm Chazradsch aus Yathrib verband die Banū Sulaim vor allem die gemeinsame Verehrung des Steinidols al-Chamīs. Nach dem Einzug Mohammeds in Yathrib verschlechterte sich allerdings das Verhältnis zwischen den Banū Sulaim und Yathrib. Kurz nach der Schlacht von Badr, im Oktober/November, unternahmen die Muslime eine erste Expedition gegen die Banū Sulaim, bei der es allerdings zu keiner militärischen Konfrontation kam. Im Juli 625 beteiligten sich die Banū Sulaim an dem Massaker von Bi'r Maʿūna, bei dem eine große Anzahl (29–70) von Koranlesern ermordet wurde. Hieraufhin soll Mohammed täglich die Banū Sulaim beim Morgengebet in Form des Qunūt verflucht haben, bis Sure 3:169 herabgesandt wurde. Auch bei der Grabenschlacht standen die Banū Sulaim den Muslimen noch feindlich gegenüber und kooperierten mit den Quraisch. Als Mohammed im Januar 630 Mekka einnahm, standen aber alle oder zumindest ein Teil von ihnen bereits auf seiner Seite. Die Zahl der Banū Sulaim, die als Muslime bei diesem Ereignis zugegen waren, wird mit 700 bis 1000 angegeben.

## Geschichte nach dem Tode Mohammeds
Während der Ridda-Kriege nach dem Tod des Propheten wandten sich einige Clane der Banū Sulaim wieder vom Islam ab, darunter insbesondere die zu den Imruʾ al-Qais gehörenden ʿUsaiya, doch nahm der Stamm wenig später eine wichtige Rolle bei der arabischen Eroberung des Irak und Syriens ein. Viele Angehörige des Stammes ließen sich in Kufa, Basra, Chorasan und Ägypten nieder. 869 wurde ein Angehöriger der Banū Sulaim, Hāschim ibn Surāqa, zum Herrscher von Derbent und machte sich dort von den Abbasiden unabhängig. Seine Nachkommen, die sogenannten Hāschimiden, herrschten bis 1077 über die Stadt und ihr Umland.
In ihrem ursprünglichen Siedlungsgebiet zwischen Mekka und Medina wurden die Banū Sulaim von den Harb absorbiert. Die Banū Sulaim Ägyptens wanderten im 12. Jahrhundert zusammen mit den Banu Hilal in den Maghreb aus, wo sie die Berber politisch in den Hintergrund drängten.